# Гексафторосиликат натрия
Гексафторосиликат натрия — неорганическое вещество, соль щелочного металла натрия и кремнефтористоводородной кислоты, с формулой Na2[SiF6]. Бесцветные кристаллы, плохо растворимые в воде.

## Получение
- В природе встречается редкий минерал малладрит из группы природных фторидов, химический состав Na2[SiF6] с незначительными примесями.
- Спеканием фторидов натрия и кремния:

{\displaystyle {\mathsf {2NaF+SiF_{4}\ {\xrightarrow {}}\ Na_{2}[SiF_{6}]}}}
- Действием кремнефтористоводородной кислоты на гидроксид натрия:

{\displaystyle {\mathsf {H_{2}[SiF_{6}]+2NaOH\ {\xrightarrow {}}\ Na_{2}[SiF_{6}]+2H_{2}O}}}
- или карбонат натрия:

{\displaystyle {\mathsf {H_{2}[SiF_{6}]+Na_{2}CO_{3}\ {\xrightarrow {}}\ Na_{2}[SiF_{6}]+H_{2}O+CO_{2}\uparrow }}}

## Физические свойства
Гексафторосиликат натрия образует бесцветные кристаллы тригональной сингонии, параметры ячейки a = 0,886 нм, c = 0,504 нм.

## Химические свойства
- При нагревании разлагается:

{\displaystyle {\mathsf {Na_{2}[SiF_{6}]\ {\xrightarrow {570-600^{o}C}}\ 2NaF+SiF_{4}}}}
- Разлагается концентрированными кислотами:

{\displaystyle {\mathsf {Na_{2}[SiF_{6}]+H_{2}SO_{4}\ {\xrightarrow {}}\ Na_{2}SO_{4}+SiF_{4}\uparrow +2HF\uparrow }}}
- и щелочами:

{\displaystyle {\mathsf {Na_{2}[SiF_{6}]+8NaOH\ {\xrightarrow {}}\ Na_{4}SiO_{4}+6NaF+4H_{2}O}}}
- Разлагается в кипящем растворе карбоната натрия:

{\displaystyle {\mathsf {Na_{2}[SiF_{6}]+2Na_{2}CO_{3}\ {\xrightarrow {100^{o}C}}\ 6NaF+SiO_{2}+2CO_{2}\uparrow }}}
- Разлагается кипящей плавиковой кислотой:

{\displaystyle {\mathsf {Na_{2}[SiF_{6}]+2HF\ {\xrightarrow {100^{o}C}}\ 2Na(HF_{2})+SiF_{4}\uparrow }}}
- Восстанавливается алюминием до кремния:

{\displaystyle {\mathsf {3Na_{2}[SiF_{6}]+4Al{\xrightarrow {700^{o}C}}\ 3Si+2Na_{3}[AlF_{6}]+2AlF_{3}}}}

## Применение
- Для получения матовых и опаловых стекол и непрозрачных эмалей.
- В производстве кислотоупорных цементов и замазок
- Для обработки тканей.
- При флотационном обогащении пирита.
- Для фторирования питьевой воды.
- В качестве инсектофунгицида.
- Для консервирования древесины.
- В металлургии при получении бериллия и марганца.